# Formel 1-VM 1964
Formel 1-VM 1964 hade tio deltävlingar som kördes under perioden 10 maj-25 oktober. Förarmästerskapet vanns av britten John Surtees och konstruktörsmästerskapet av Ferrari.

## Vinnare
- Förare:  John Surtees, Storbritannien, Ferrari
- Konstruktör:  Ferrari, Italien

## Grand Prix 1964
| Grand Prix                 | Datum       | Bana              | Vinnande förare! Vinnande stall | Vinnande tillverkare |                |   |
| -------------------------- | ----------- | ----------------- | ------------------------------- | -------------------- | -------------- | - |
| Monacos Grand Prix         | 10 maj      | Monte Carlo       | Graham Hill                     | BRM                  |                | * |
| Nederländernas Grand Prix  | 24 maj      | Zandvoort         | Jim Clark                       | Lotus                | Lotus-Climax   | * |
| Belgiens Grand Prix        | 14 juni     | Spa-Francorchamps | Jim Clark                       | Lotus                | Lotus-Climax   | * |
| Frankrikes Grand Prix      | 28 juni     | Rouen-les-Essarts | Dan Gurney                      | Brabham              | Brabham-Climax | * |
| Storbritanniens Grand Prix | 11 juli     | Brands Hatch      | Jim Clark                       | Lotus                | Lotus-Climax   | * |
| Tysklands Grand Prix       | 2 augusti   | Nürburgring       | John Surtees                    | Ferrari              |                | * |
| Österrikes Grand Prix      | 23 augusti  | Zeltweg           | Lorenzo Bandini                 | Ferrari              |                | * |
| Italiens Grand Prix        | 6 september | Monza             | John Surtees                    | Ferrari              |                | * |
| USA:s Grand Prix           | 4 oktober   | Watkins Glen      | Graham Hill                     | BRM                  |                | * |
| Mexikos Grand Prix         | 25 oktober  | Mexico City       | Dan Gurney                      | Brabham              | Brabham-Climax | * |

## Grand Prix utanför VM 1964
| Grand Prix /Race          | Datum       | Bana        | Vinnande förare! Vinnande stall | Vinnande tillverkare      |                |
| ------------------------- | ----------- | ----------- | ------------------------------- | ------------------------- | -------------- |
| Daily Mirror Trophy       | 14 mars     | Snetterton  | Innes Ireland                   | BRP                       | BRP-BRM        |
| News of the World Trophy  | 30 mars     | Goodwood    | Jim Clark                       | Lotus                     | Lotus-Climax   |
| Syrakusas Grand Prix      | 12 april    | Syrakusa    | John Surtees                    | Ferrari                   |                |
| Aintree 200               | 18 april    | Aintree     | Jack Brabham                    | Brabham                   | Brabham-Climax |
| BRDC International Trophy | 2 maj       | Silverstone | Jack Brabham                    | Brabham                   | Brabham-Climax |
| Solitudes Grand Prix      | 19 juli     | Solitude    | Jim Clark                       | Lotus                     | Lotus-Climax   |
| Medelhavets Grand Prix    | 16 augusti  | Pergusa     | Jo Siffert                      | Siffert Racing Team       | Brabham-BRM    |
| Rands Grand Prix          | 12 december | Kyalami     | Graham Hill                     | John Willment Automobiles | Brabham-BRM    |

## Stall, nummer och förare 1964
| Stall/Tillverkare                                              | Nummer                     | Förare                                 |
| -------------------------------------------------------------- | -------------------------- | -------------------------------------- |
| BRM                                                            | 1, 3, 6, 8, 18             | Graham Hill, Storbritannien            |
| BRM                                                            | 2, 4, 7, 8, 10, 20         | Richie Ginther, USA                    |
| BRM                                                            | 21                         | Richard Attwood, Storbritannien        |
| BRP (Lotus-BRM & BRP-BRM)                                      | 3, 11, 14, 16, 46          | Innes Ireland, Storbritannien          |
| BRP (Lotus-BRM & BRP-BRM)                                      | 4, 12, 15, 18, 44          | Trevor Taylor, Storbritannien          |
| Bernard Collomb (Lotus-BRM)                                    | 3                          | Bernard Collomb, Frankrike             |
| Bob Gerard (Cooper-Ford)                                       | 22                         | John Taylor, Storbritannien            |
| Brabham-Climax                                                 | 5, 6, 14, 20               | Jack Brabham, Australien               |
| Brabham-Climax                                                 | 5, 6, 15, 16, 22           | Dan Gurney, USA                        |
| Cooper-Climax                                                  | 9, 10, 14, 21, 22          | Phil Hill, USA                         |
| Cooper-Climax                                                  | 9, 10, 12, 20, 24, 26      | Bruce McLaren, Nya Zeeland             |
| Cooper-Climax                                                  | 24                         | John Love, Sydrhodesia                 |
| DW Racing Enterprises (Brabham-Climax)                         | 16, 18, 19, 22, 32, 34     | Bob Anderson, Storbritannien           |
| Derrington-Francis-ATS                                         | 50                         | Mario Araujo de Cabral, Portugal       |
| Ecurie Maarsbergen (Porsche)                                   | 28, 29                     | Carel Godin de Beaufort, Nederländerna |
| Equipe Scirocco Belge (Scirocco-Climax)                        | 28                         | André Pilette, Belgien                 |
| Fabre Urbain (Cooper-Climax)                                   | 60                         | Jean-Claude Rudaz, Schweiz             |
| Ferrari                                                        | 2, 7, 10, 21, 24           | John Surtees, Storbritannien           |
| Ferrari                                                        | 4, 8, 11, 20, 26           | Lorenzo Bandini, Italien               |
| Ferrari                                                        | 6                          | Ludovico Scarfiotti, Italien           |
| Ferrari                                                        | 18                         | Pedro Rodríguez, Mexiko                |
| Honda                                                          | 20, 25, 28                 | Ronnie Bucknum, USA                    |
| Ian Raby Racing (Brabham-BRM)                                  | 23, 56                     | Ian Raby, Storbritannien               |
| John Willment Automobiles (Brabham-Ford)                       | 26                         | Frank Gardner, Australien              |
| Lotus-Climax                                                   | 1, 2, 8, 12, 18, 23        | Jim Clark, Storbritannien              |
| Lotus-Climax                                                   | 2, 10, 1                   | Mike Spence, Storbritannien            |
| Lotus-Climax                                                   | 4, 11, 20, 24              | Peter Arundell, Storbritannien         |
| Lotus-Climax                                                   | 17                         | Walt Hansgen, USA                      |
| Lotus-Climax                                                   | 17                         | Moisés Solana, Mexiko                  |
| Lotus-Climax                                                   | 23                         | Gerhard Mitter, Tyskland               |
| Maurice Trintignant (BRM)                                      | 4, 22, 25, 28, 48          | Maurice Trintignant, Frankrike         |
| R R C Walker (Cooper-Climax & Brabham-BRM & Brabham-Climax)    | 11,16, 19, 26, 34          | Joakim Bonnier, Sverige                |
| R R C Walker (Cooper-Climax & Brabham-BRM & Brabham-Climax)    | 12                         | Edgar Barth, Tyskland                  |
| R R C Walker (Cooper-Climax & Brabham-BRM & Brabham-Climax)    | 12                         | Jochen Rindt, Österrike                |
| R R C Walker (Cooper-Climax & Brabham-BRM & Brabham-Climax)    | 22                         | Jo Siffert, Schweiz                    |
| R R C Walker (Cooper-Climax & Brabham-BRM & Brabham-Climax)    | 23                         | Hap Sharp, USA                         |
| R R C Walker (Cooper-Climax & Brabham-BRM & Brabham-Climax)    | 36                         | Geki, Italien                          |
| Reg Parnell (Lotus-BRM & Lotus-Climax)                         | 10, 15, 14, 16, 17, 27, 34 | Chris Amon, Nya Zeeland                |
| Reg Parnell (Lotus-BRM & Lotus-Climax)                         | 12, 14, 15, 17, 18, 36, 40 | Mike Hailwood, Storbritannien          |
| Reg Parnell (Lotus-BRM & Lotus-Climax)                         | 36                         | Peter Revson, USA                      |
| Revson Racing (Lotus-BRM)                                      | 2, 24, 27, 29, 38          | Peter Revson, USA                      |
| Scuderia Centro Sud (BRM)                                      | 6, 18, 30, 32              | Giancarlo Baghetti, Italien            |
| Scuderia Centro Sud (BRM)                                      | 7, 17, 19, 26, 30          | Tony Maggs, Sydafrika                  |
| Siffert Racing Team (Lotus-BRM & Brabham-BRM & Brabham-Climax) | 12, 17, 19, 20, 24, 30, 36 | Jo Siffert, Schweiz                    |

## Slutställning förare 1964
| Placering | Förare! Stall       | Konstruktör                        | Poäng                          |    |
| --------- | ------------------- | ---------------------------------- | ------------------------------ | -- |
| 1         | John Surtees        | Ferrari                            |                                | 40 |
| 2         | Graham Hill         | BRM                                |                                | 39 |
| 3         | Jim Clark           | Lotus                              | Lotus-Climax                   | 32 |
| 4         | Lorenzo Bandini     | Ferrari                            |                                | 23 |
| 5         | Richie Ginther      | BRM                                |                                | 23 |
| 6         | Dan Gurney          | Brabham                            | Brabham-Climax                 | 19 |
| 7         | Bruce McLaren       | Cooper                             | Cooper-Climax                  | 13 |
| 8         | Jack Brabham        | Brabham                            | Brabham-Climax                 | 11 |
| 9         | Peter Arundell      | Lotus                              | Lotus-Climax                   | 11 |
| 10        | Jo Siffert          | R R C Walker & Siffert Racing Team | Brabham-BRM                    | 7  |
| 11        | Bob Anderson        | DW Racing Enterprises              | Brabham-Climax                 | 5  |
| 12        | Mike Spence         | Lotus                              | Lotus-Climax                   | 4  |
| 13        | Tony Maggs          | Scuderia Centro Sud                | BRM                            | 4  |
| 14        | Innes Ireland       | BRP                                | BRP-BRM                        | 4  |
| 15        | Joakim Bonnier      | R R C Walker                       | Cooper-Climax & Brabham-Climax | 3  |
| 16        | Chris Amon          | Reg Parnell                        | Lotus-BRM                      | 2  |
| 17        | Maurice Trintignant | Maurice Trintignant                | BRM                            | 2  |
| 18        | Walt Hansgen        | Lotus                              | Lotus-Climax                   | 2  |
| 19        | Phil Hill           | Cooper                             | Cooper-Climax                  | 1  |
| 20        | Trevor Taylor       | BRP                                | BRP-BRM                        | 1  |
| 21        | Mike Hailwood       | Reg Parnell                        | Lotus-BRM                      | 1  |
| 22        | Pedro Rodríguez     | Ferrari                            |                                | 1  |

## Slutställning konstruktörer 1964
| Placering | Konstruktör            | Poäng |
| --------- | ---------------------- | ----- |
| 1         | Ferrari                | 45    |
| 2         | BRM                    | 42    |
| 3         | Lotus-Climax           | 37    |
| 4         | Brabham-Climax         | 30    |
| 5         | Cooper-Climax          | 16    |
| 6         | Brabham-BRM            | 7     |
| 7         | BRP-BRM                | 5     |
| 8         | Lotus-BRM              | 3     |
| 9         | Honda                  | 0     |
| =         | Scirocco-Climax        | 0     |
| =         | Derrington-Francis-ATS | 0     |
| =         | Porsche                | 0     |
| =         | Brabham-Ford           | 0     |